# Hyphinomos svenhedini
Hyphinomos svenhedini är en insektsart som beskrevs av Willy Adolf Theodor Ramme 1950. Hyphinomos svenhedini ingår i släktet Hyphinomos och familjen vårtbitare. Inga underarter finns listade i Catalogue of Life.